# Егзофталмометрија
Егзофталмометрија је поступак мерења избочености очних јабучица применом специјално конструисаног инструмента, егзофталмометра по Хертелу. Ова метода, која се примењује у офталмологији, омогућава да се одреди положај очне јабучице, тј. релативни положај појединог ока у очној шупљини. При томе се као мера узима проминенција куполе рожњаче изнад спољашњег руба орбите.
Мерење се изражава у милиметрима. Нормалне вредности положаја булбуса су код одраслих 15-17 mm у односу на латерални руб орбите, а код деце од 13-17 mm. Апсолутне вредности немају велики значај, већ их треба упоређивати и пратити. Метода има посебну важност код експанзивних процеса, када је потребно уочити разлику у проминенцији десног и левог ока.

## Индикације
Егзофталмометрија се ради у склопу дијагностичке обраде код болесника са Гравесовом болешћу и других поремећаја у ретробулбарном масном ткиву, који се жале на избуљеност очних јабучица, болности при покретима очију и појаву дуплих слика (диплопија).

## Конструкција инструмента и начин примене
Инструмент се састоји од шине са милиметарском скалом преко које клизи покретни крак инструмента. Инцизуре на крају покретног и фиксног крака (са огледалима на оба крака), постављене су под углом од 45°. Оне се постављају на темпоралне рубове обе орбите тако да се покретни део подеси на одговарајући размак.
Добијено растојање се очитава на милиметарској скали и евидентира у документацији, како би се наредна контролна мерења изводила са истом вредношћу.
Приликом мерења испитаник гледа право напред; на доњем огледалу види се врх куполе рожњаче гледан са стране. Горње огледало показује скалу на којој се у милиметрима очитава вредност коју досеже врх куполе. Вредности се очитавају за сваку страну посебно.

## Нормалне вредности положаја булбуса
Нормалне вредности положаја булбуса су код:
- Одрасле особе: 15-17 mm, у односу на спољашњу ивицу орбите,
- Деце: 13-17 mm, и разликују се у зависности од старости детета.

Међутим, апсолутне вредности, саме по себи, немају велику важност, него их треба упоређивати и пратити. Посебно је важно уочити разлику у проминенцији десног и левог ока, јер метод има посебну важност код експанзивних процеса, када треба пазити како се изражавају резултати. Нпр. погрешно је означити: Хертел: 4 mm, егзофталмус лево, а исправно: Хертел: Д24, Л22/26.